# ワーナー・ランバート
ワーナー・ランバート (Warner Lambert Co.) は、かつて存在していた医薬品と一般消費財の多国籍企業。

## 概要
1856年にウィリアム・ワーナー (William R. Warner) がフィラデルフィアで薬局を開業し、1920年にウィリアム・Ｒ・ワーナー社 (William R. Warner & Co.) を設立する。1955年にランバート社 (The Lambert Co.) と合併して会社名をワーナー・ランバートとする。
医薬品の他に、剃刀の「シック」、菓子の「アダムス」、洗口液の「リステリン」などのブランドを傘下としていた。
1999年に経営難であったアメリカン・ホーム・プロダクツを吸収合併しアメリカン・ワーナーに社名変更すると発表するも実現せず、リピトールの販売で提携していたファイザーが2000年2月に敵対的買収を行い、同社に吸収合併された。